# 秋収起義文家市会師旧址
秋収起義文家市会師旧址（しゅうしゅうきぎぶんかしかいしきゅうし）は、湖南省長沙市瀏陽市文家市鎮人民路33号に位置する。秋収起義文家市会師旧址は里仁学校と秋収起義記念館を含む。湖南省の有名な観光名所の一つ。

## 歴史
秋収起義文家市会師旧址は1841年（清の道光二十一年）に設置された文華書院が前身である。1908年（清の光緒三十四年）、「里仁学校」に改称。
1927年9月（民国十六年）、秋収起義部隊文家市友軍と合流する、毛沢東の会議を開き、毛沢東は会議で紹介された農村都市を包囲の戦略思想。
1961年3月4日、中華人民共和国国務院は秋収起義文家市会師旧址を全国重点文物保護単位に認定した。
1964年、地元政府は里仁学校を修繕する。
1966年、国内観光客に一般公開される。
1977年、地元政府は跡地の西側を新築した記念館で、大量の秋収起義の史料に陳列し。
2002年、中共中央宣伝部は秋収起義文家市会師旧址を全国愛国主義教育基地に認定した。
2004年、国家旅遊局は秋収起義文家市会師旧址をAAA級景区に認定した。
2005年、秋収起義文家市会師旧址は全国第一批紅色旅遊経典景区の一つに選ばれた。

## 周辺建築
- 楊勇故居
- 胡耀邦故居